# Droits d'accès (droit de la famille)
En droit de la famille québécois, les droits d'accès permettent de conserver un lien avec l’enfant pour le parent qui n'a pas la garde. On peut contraster les droits d'accès avec la garde exclusive et la garde partagée.
Le critère principal pour obtenir des droits d’accès est l’intérêt de l’enfant. L’art. 33 C.c.Q. déclare à cet effet que : « Les décisions concernant l'enfant doivent être prises dans son intérêt et dans le respect de ses droits. Sont pris en considération, outre les besoins moraux, intellectuels, affectifs et physiques de l'enfant, son âge, sa santé, son caractère, son milieu familial et les autres aspects de sa situation. »
Dans les décisions relatives aux droits d'accès, les tribunaux tiennent aussi compte de la parole de l’enfant à l’art. 34 C.c.Q, pourvu que celui-ci ait atteint l’âge de la raison.
Les tiers qui tiennent lieu de parent (in loco parentis) (comme par ex. l'ex-copine d'un homme ayant eu un enfant dans un mariage précédent)  doivent historiquement surmonter des critères jurisprudentiels très restrictifs pour obtenir la garde exclusive, car il s'agit alors de renverser la présomption qui veut qu'un parent est mieux en mesure d'assurer le bien‑être de son enfant, donc il peut être plus facile pour eux d'obtenir les droits d'accès plutôt que la garde.